# رایز اگنست
رایز اگنست (به انگلیسی: Rise Against) یک گروه پانک راک آمریکایی است که در شیکاگو و در سال ۱۹۹۹ شکل گرفت. گروه متشکل از چهار نفر: تیم مک ایلریف (خواننده، ریتم گیتاریست)، جو پرینسیپی (بیسیت)، زک بلیر (لید گیتاریست) و برندون بارنز (درامر) است. رایز اگنست تا به امروز هفت آلبوم، دو آلبوم اضافه و دو دی وی دی منتشر کرده‌است.
از برجسته‌ترین آثار گروه می‌توان به ترانه اعلام خطر فرهنگ متضاد، رنجبر و رنج‌بین و توسل به عقل اشاره کرد. جدیدترین آلبوم گروه "بازار سیاه" نام دارد که در پانزدهم ژوئیه ۲۰۱۴ انتشار یافت.

## تاریخچه (۱۹۹۹- ۲۰۰۳)
رایز اگنست در سال ۱۹۹۹ با منحل شدن گروه‌های "۸۸ فینگرز لویی" و "باکستر" تشکیل شد. اولین اعضای گروه رایز اگنست به ترتیب : تیم مک ایلریف (خواننده)، جو پرینسیپی (بیسیت)، تونی تینتاری (درامر) و "دان پریسیژن" (گیتار) بودند. اگر چه گروه هیچ تور و هیچ کنسرتی را با این اشخاص نداده اما یک دمو در سال ۲۰۰۰ با نام جنبش ترانزیستور منتشر کرد که شامل چهار آهنگ بود. یک سال بعد از پیوستن به "فات رک کوردز" گروه اولین آلبوم خود را با نام حل شده (در سال ۲۰۰۱ به تهیه‌کنندگی "مسس جورجینی") و دومین آلبوم خود را به اسم دور بر دقیقه (در سال ۲۰۰۳ به تهیه‌کنندگی بیل استیونسون در بلستینگ روم) منتشر کردند. همچنین آلبوم حل شده مجدداً در سال ۲۰۰۵ به همراه دو آهنگ جدید منتشر شد.
تونی تینتاری بعد از بیرون دادن دمو جنبش ترانزیستوری گروه را ترک کرد. چند ماه بعد از رفتن تینتاری، دان پریسیژن هم گروه را در ۲۰۰۱ ترک کرد. برندون بارنز جای تینتاری و کوین وایت جای دان پریسیژن را گرفتند. کوین وایت در تورهای رایز اگنست به مدت یک سال با آن‌ها بود و در سال ۲۰۰۲ تاد ماهونی جای او را گرفت تا شروع به ضبط آلبوم جدیدشان کنند. رایز اگنست به همراه "سیک آو ایت آل"، "نوفکس"، "اگناستیک فرانت"، "نو یوز فور ا نیم"، "ای اف آی"، "استرانگ اوت" و "مد کادیز" تور در سراسر آمریکا شروع کرد.

## تاریخچه (۲۰۰۴ - ۲۰۰۵)
رایز اگنست در اوایل سال ۲۰۰۴ به "گفن رکوردز" پیوست و در اوت همان سال سومین آلبوم را با نام ترانه اعلام خطر فرهنگ متضاد منتشر کرد.پیش از ضبط این آلبوم تاد ماهونی گروه را ترک کرده بود و کریس چیس (نوازنده سابق گروه "ریچ د اسکای") لید گیتاریست گروه شد. در همان سال رایز اگنست برای اولین بار در کارنامهٔ حرفه‌ای خود، پای خود را فراتر دید و ایالات متحده را به مقصد اروپا، استرالیا و ژاپن ترک کرد. "بیگ دی اوت" استرالیا و "راک ام رینگ" آلمان از مهم‌ترین فستیوال‌های موسیقی راک جهان می‌باشند که رایز اگنست در سال‌های مختلف در آنجا حضور داشت.

## تاریخچه (۲۰۰۶ - ۲۰۰۷)

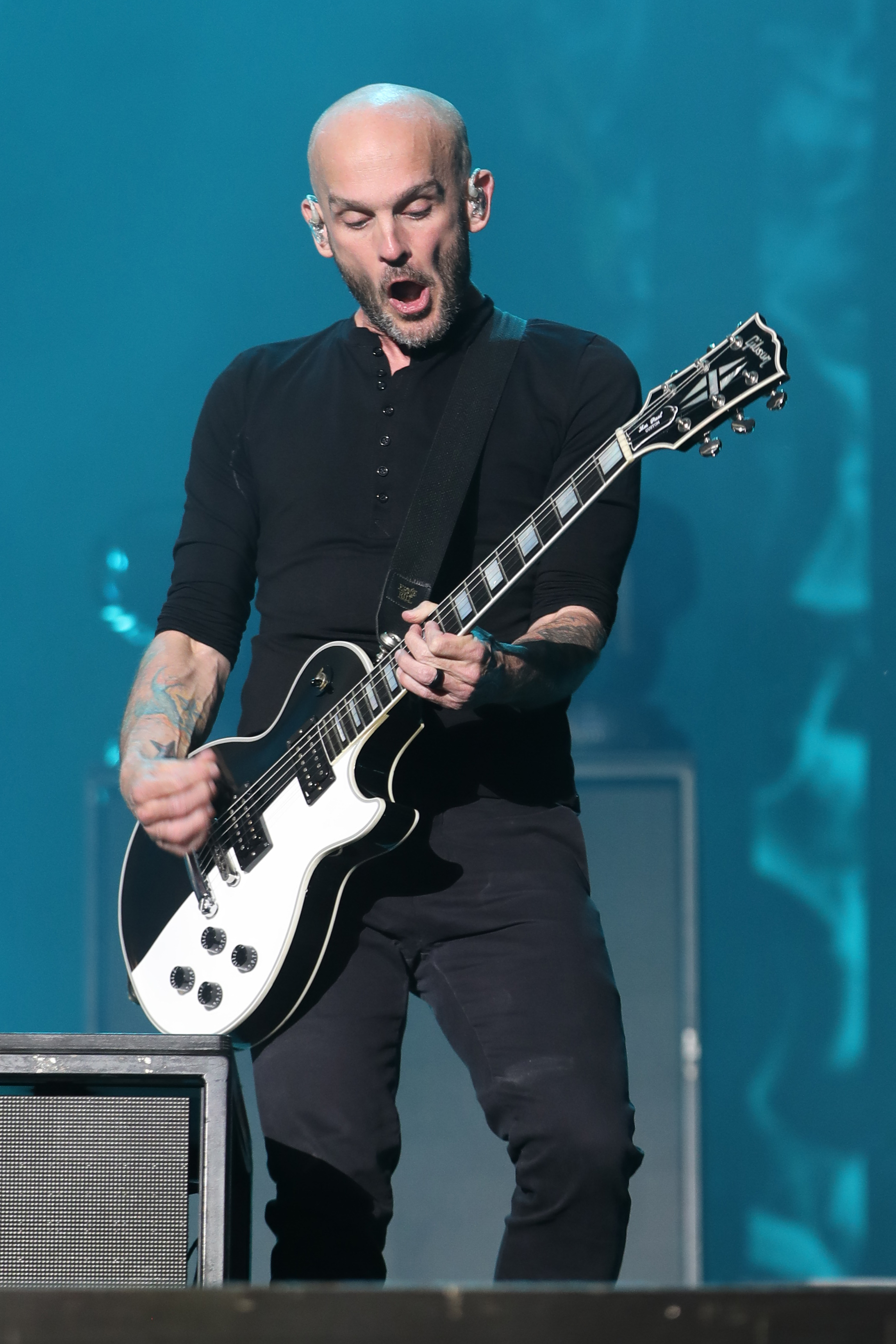
رایز اگنست(2006-2007)

چهارمین آلبوم گروه رنجبر و رنج‌بین (به تهیه‌کنندگی جیسون لیورمور و بیل استیونسون) در ۴ ژوئیه ۲۰۰۶ بیرون داده شد.همچنین رایز اگنست در پنجم دسامبر ۲۰۰۶ یک دی وی دی با نام "نسل گمشده" منتشر کرد که شامل مصاحبه‌ها و بخش‌هایی از اجراهای زنده گروه بود.
در ۲۷ فوریه ۲۰۰۷ خبر داده شد که کریس چیس گروه را ترک کرده و دلیلش "مشکل شخصی" اعلام شده بود. بلافاصله کریس دوست صمیمی خود زک بلیر را به رایز اگنست معرفی کرد.
در ۳ ژوئیه ۲۰۰۷ رایز اگنست یک آلبوم اضافه به اسم این است شایعه را منتشر کرد.

## تاریخچه (۲۰۰۸ - ۲۰۱۰)
در مه ۲۰۰۷ خبر داده شده بود که رایز اگنست قرار است که به استودیو برگردد و شروع به ضبط آلبوم جدید کند و از طرفی گزارش شده بود که این عمل زمانی صورت می‌گیرد که گروه از تور برگشته باشد. گروه بعد اتمام ضبط آلبوم به حمایت از گروه‌های دیگر به تورهای مختلف سفر کرده که مهم‌ترین آن‌ها شرکت در کنسرت جشنواره‌ای انگلیس به نام‌های "دانلود فستیوال" و "دونینگتون پارک" بود. بعد از سفر اروپا گروه به آمریکا برگشت و در وارپد تور که از ۶ تا ۱۷ اوت بود شرکت کرد. در چهاردهم ژوئیه سایت Punknews اعلام کرد که نام آلبوم جدید رایز اگنست توسل به عقل نام دارد و در ۷ اکتبر ۲۰۰۸ منتشر خواهد شد. این آلبوم چهار تک‌آهنگ تا به این لحظه داشته‌است.
رایز اگنست در تاریخ پنجم اکتبر ۲۰۱۰ دومین DVD رسمی خود را با نام Another Station; Another Mile منتشر کرد.

## آلبوم جدید (بازی نهایی)
رایز اگنست بعد از اتمام تور "توسل به عقل" شروع به ضبط آلبوم جدید به نام "بازی نهایی" کرد. این آلبوم در ژانویه 2011 میکس شد و در پانزدهم مارس 2011 منتشر شد.

## اعضای گروه
تیم مک ایلریف : ریتم گیتار، خواننده
جو پرینسیپی : گیتار بیس
زک بلیر : گیتار لید
برندون بارنز : درام